# Ghiacciaio Marret
Il ghiacciaio Marret è un ghiacciaio situato sulla costa della Terra di Adelia, in Antartide. Si tratta di un ghiacciaio lungo circa 7 km e largo altrettanto che, partendo dall'altopiano continentale, fluisce verso nord-est fino ad entrare in mare, formando una piccola lingua glaciale, poco a est di capo Robert.

## Storia
Il ghiacciaio Marret è stato avvistato per la prima volta nel 1840 nel corso della spedizione esplorativa francese comandata da Jules Dumont d'Urville, il quale comunque, stando alle mappe da egli tracciate della costa, non lo riconobbe come un ghiacciaio. Successivamente esso fu fotografato durante ricognizioni aeree effettuate nel corso dell'Operazione Highjump nel gennaio del 1947, e quindi mappato più nel dettaglio durante una spedizione francese svolta dal 1952 al 1953 al comando di Mario Marret. In seguito esso è stato così battezzato dal Comitato consultivo dei nomi antartici in onore dello stesso Marret, che con la sua squadra aveva significativamente contribuito alla mappatura delle costa occidentale della baia di Paul-Emile Victor.